# Enric Masip
Enric Masip Borràs (Barcelona, 1 de setembro de 1969) é um ex-handebolista profissional espanhol, medalhista olímpico.